# Ponte a Ema
Ponte a Ema is een plaats (frazione) in de Italiaanse gemeente Bagno a Ripoli.

## Geboren
- Gino Bartali (1914-2000), wielrenner